# Joseph Caillaux
Pour les articles homonymes, voir Caillaux.
Joseph Caillaux, né le 30 mars 1863 au Mans (Sarthe) et mort le 21 novembre 1944 à Mamers (Sarthe), est un homme politique français.
Disciple de Pierre Waldeck-Rousseau, il commence sa carrière politique parmi les républicains modérés, adhérant à l'Alliance républicaine démocratique à sa création, en 1901. Il est ministre des Finances de Waldeck-Rousseau, avant de rejoindre dans les années 1910 le Parti radical, dont il devient rapidement l'une des principales figures.
Instigateur de l'impôt sur le revenu et partisan d'un pacifisme libre-échangiste, ses prises de positions et sa personnalité suscitent une haine véhémente parmi ses anciens amis et la droite nationaliste, qui mènent contre lui de violentes campagnes de presse. L'une d'elles débouche sur le meurtre de Gaston Calmette, directeur du Figaro, par son épouse, Henriette Caillaux ; cet événement, avec sa propre condamnation pour « intelligence avec l'ennemi » pendant la Première Guerre mondiale, met en suspens sa carrière politique.
Revenu sur le devant de la scène politique avec le Cartel des gauches, il voit son attachement au libéralisme économique et à l'orthodoxie financière l'éloigner peu à peu de ses amis de gauche. Devenu vice-président puis président de la commission des Finances du Sénat, il pèse sur la politique financière de la France jusqu'en 1940.

## Biographie

### Jeunesse et études
Fils d'Eugène Caillaux, parlementaire sarthois royaliste qui fut ministre des Finances de Mac Mahon en 1877, Joseph Caillaux, né en 1863, est élevé par un précepteur clérical fanatique puis par les jésuites qui, par réaction, l'amènent à adopter des idées républicaines.
Il fait ses études secondaires au lycée du Mans puis au lycée Fontanes à Paris (actuel lycée Condorcet) où il suit l'enseignement public jusqu'au baccalauréat. Malgré son aversion pour les mathématiques, poussé par son père, il tente d'entrer à Polytechnique en 1883, mais il échoue, n'arrivant que 303e pour 227 admis.
Il effectue ses études supérieures à la faculté de Paris où il obtient une licence en droit. Il étudie à l'École libre des sciences politiques.

### Parcours professionnel
Il enseigne à l'École libre des sciences politiques en 1888, et prépare parallèlement le concours de l'Inspection générale des finances. Reçu sans peine second en 1888, il commence sa carrière comme adjoint à l'inspection générale des finances. En cette qualité, il effectue pendant dix ans de multiples tournées en province, tout en demeurant à Paris.
Dans le même temps, en contradiction avec les opinions de sa famille, ses convictions républicaines s'affirment, et il se détache définitivement de l'influence religieuse. Lors de la crise boulangiste, il parvient à entraîner son père dans le camp anti-boulangiste. Lors des élections municipales et cantonales de 1896, il tente de succéder à son père comme maire et conseiller général d'Yvré-l'Évêque, mais il est battu.

### Début en politique

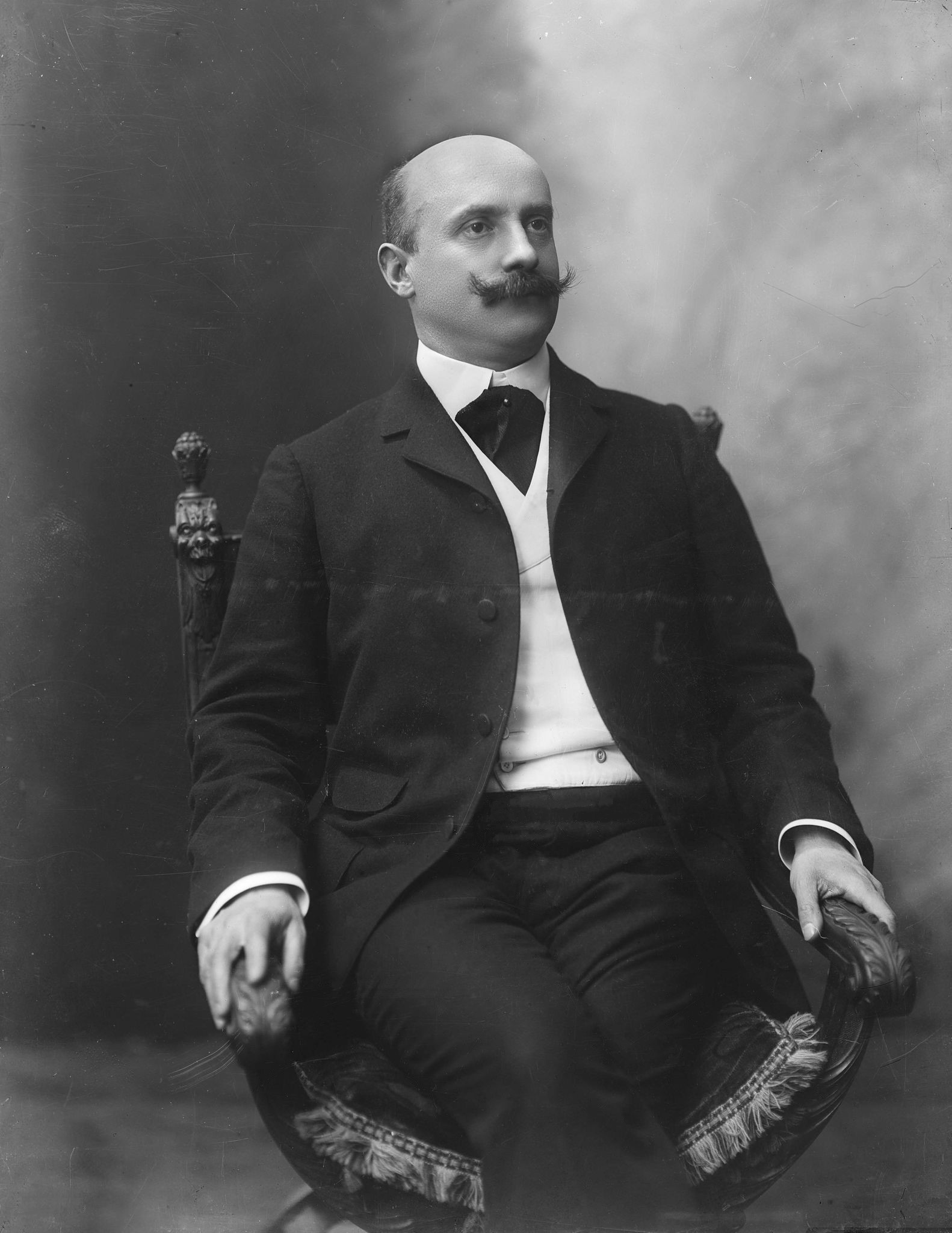
Joseph Caillaux photographié par Henri Manuel.

Lors des élections législatives du 8 mars 1898, il se présente à la demande des comités républicains locaux, quinze jours avant le scrutin, alors qu'il se trouve en inspection en Algérie, dans l'arrondissement de Mamers, tenu jusqu'alors par la droite monarchiste.
Élu, à la surprise même de ses amis politiques, avec 12 939 voix contre 11 737 au sortant, Sosthène II de La Rochefoucauld, duc de Doudeauville, il devient député de la Sarthe, mandat qu'il conserve jusqu'en 1919, malgré les adversités. Il est ainsi réélu le 27 avril 1902 avec 13 572 voix contre 11 481 à son adversaire, un membre de l'Institut, puis le 6 mai 1906, le 24 avril 1910 et le 26 avril 1914 face à un membre de la famille d'Aillières, par 12 356 voix contre 12 248, 13 283 contre 11 081 et 12 308 contre 10 841.
Fidèle à ses principes républicains, il s'inscrit au groupe des républicains progressistes (Alliance républicaine démocratique, créée en 1901 et à laquelle appartient également son confrère ministre Jean Dupuy), et devient membre des commissions des crédits, des colonies et de la législation fiscale. Il se consacre particulièrement aux questions fiscales, déposant une proposition de loi sur la réorganisation du service des comptables directs et présentant des rapports sur le budget ou les crédits. Il se lie avec Pierre Waldeck-Rousseau, pour lequel il professe une grande admiration, Paul Deschanel, Gaston Doumergue, Raymond Poincaré, Louis Barthou, Maurice Rouvier et Théophile Delcassé.
Lors de l'affaire Dreyfus, il se prononce en faveur de Dreyfus et bascule à gauche. Quand Waldeck-Rousseau forme un gouvernement d'union républicaine, le 22 juin 1899, il devient ministre des Finances. À ce poste, il montre un souci d'équilibrer le budget, préconisant une compression des dépenses de l'État et une augmentation des recettes. Par ailleurs, il refond complètement les impôts sur les boissons et la taxation sur les sucres, et revoit les droits sur les successions. Il parvient ainsi à présenter des budgets en excédent. En revanche, bien qu'il se soit prononcé, quelques mois avant son arrivée au pouvoir, en faveur du projet d'impôt sur le revenu global et progressif présenté par les gauches (malgré le scepticisme de plusieurs socialistes, comme Gustave Hervé ou Hubert Lagardelle), il renonce à présenter un tel projet devant les Chambres, jugeant qu'il ne parviendrait pas à obtenir une majorité.
Après les élections de 1902, qui voient la victoire de la gauche, il suit Waldeck-Rousseau, quand celui-ci quitte le pouvoir le 7 juin 1902. Dans la nouvelle législature, il montre une intense activité dans les commissions, dépose divers projets de lois et présente plusieurs rapports, mais demeure longtemps dans l'expectative, avant de s'opposer à la politique à ses yeux trop anticléricale du gouvernement Émile Combes et de contribuer à son renversement. Il se prononce cependant en faveur de la loi de séparation des Églises et de l'État de 1905 et de la suppression de l'enseignement congréganiste.
Après les élections de 1906, il est élu vice-président de la Chambre, mais il abandonne bientôt ces fonctions, préférant se réserver pour des fonctions ministérielles.

### Ministre des Finances sous Clemenceau

#### Projet d'un impôt progressif sur le revenu
Du 25 octobre 1906 au 20 juillet 1909, il est ministre des Finances dans le gouvernement Georges Clemenceau (1), poste dans lequel il s'illustre, en 1907, par un projet consistant à remplacer les quatre impôts (les quatre vieilles) créés pendant la période révolutionnaire par un impôt progressif sur le revenu global (à l'exemple de l'impôt unique allemand de l’Einkommensteuer) et, complémentairement, par des impôts proportionnels et indépendants pour chaque catégorie de revenu (impôt cédulaire sur le modèle de l’income tax britannique), mais il se heurte à l'hostilité du Sénat, qui rejette son texte, malgré l'appui de Clemenceau et de la majorité des députés. À cette occasion, Caillaux s'attire de solides inimitiés à droite, qui vont parfois jusqu'à la haine. La démission du gouvernement, le 20 juillet 1909, clôt provisoirement le débat, mais il continue à mobiliser l'opinion publique de 1907 et 1914, la Loi des Trois ans lui fournissant un argument patriotique de poids, et ses idées servent de base à la réforme des contributions directes, réalisée entre 1914 et 1917.

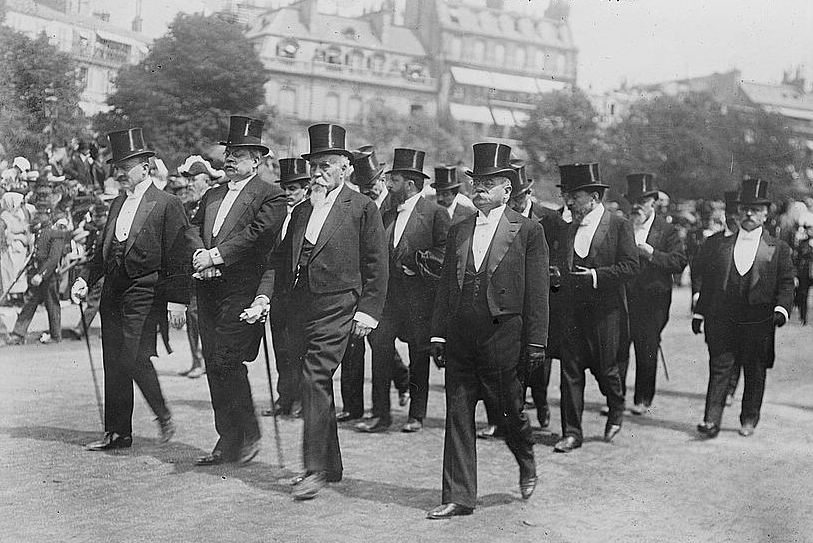
Joseph Caillaux, Jean Cruppi, Antoine Perrier et Théophile Delcassé à l'enterrement de Maurice Berteaux, fin mai 1911.

En 1908, Joseph Caillaux est à l'origine de l'Association française de cautionnement mutuel, destinée à démocratiser l'accès aux fonctions  de comptable public.

#### Lutte contre les paradis fiscaux
Joseph Caillaux est l'un des précurseurs de la lutte contre les paradis fiscaux. La loi de 1901 sur l'héritage impose, au taux de 5 %, les successions. Cette loi introduit le premier mécanisme d'échange automatique de données, obligeant les banques à coopérer avec le fisc pour permettre la prise de contrôle d'un compte par le biais d'une succession. Ce système a une faiblesse : il n'est que national, alors qu'une grande partie des fortunes françaises font gérer leur héritage par des banques anglaises ou néerlandaises. Caillaux tente de mettre sur pied un mécanisme permettant de limiter les fraudes sur les droits de succession, en déposant le 12 mars 1908 un « projet de loi visant à réprimer les fraudes en matières de droits de succession » : celui-ci pose comme principe que l'ayant droit d'un compte à succéder a l'obligation de produire devant le notaire et le fisc un acte le désignant comme successeur.
Le texte n’est pas voté au Sénat, dominé par les conservateurs, en dépit de l'appui de Clemenceau. À défaut de pouvoir faire voter son texte, Caillaux engage des négociations avec le Royaume-Uni pour un traité visant à amplifier la coopération entre administrations fiscales, ce qui donne lieu au premier traité de coopération fiscale de l'histoire européenne. Celui-ci impose au court of probates de ne statuer sur les successions aux ayants droit français qu'avec l'aval de l'administration fiscale française.
Refusant d'entrer dans le gouvernement Aristide Briand (1), Joseph Caillaux entreprend plusieurs voyages à l'étranger, particulièrement en Égypte, en Palestine, en Syrie et au Liban, pour remplir ses nouvelles fonctions de président du conseil d'administration des Crédits fonciers égyptiens et argentins.

### Affaire Rochette
En 1911, une commission d'enquête parlementaire présidée par Jaurès met en cause Caillaux, accusé de collusion avec Henri Rochette. Ce dernier, spéculateur véreux à l'origine de plusieurs escroqueries financières, bénéficie de soutiens politiques et ouvre largement sa caisse noire aux comités politiques et à leurs journaux, notamment Le Rappel que dirige un ami de Caillaux. Le Figaro utilise cette affaire dans la campagne de presse de 1914 qui conduit Henriette Caillaux à assassiner Gaston Calmette, directeur du quotidien.
Devenu vice-président de la commission des finances à son retour en France, il se rapproche du Parti radical, alors dirigé par Maurice Berteaux, avec lequel il est lié d'amitié et tente de regrouper les gauches. Il devient rapidement l'une des principales figures du parti. Ensemble, les deux hommes préparent la constitution du gouvernement Monis, le 2 mars 1911, dans lequel Berteaux occupe le portefeuille de la Défense nationale et Caillaux celui des Finances.
Toutefois, après la mort accidentelle de Berteaux le 21 mai, le ministère se désagrège et, le 27 juin, le président de la République Armand Fallières demande à Caillaux, pratiquement seul chef du Parti radical, de constituer le nouveau gouvernement.

### Chef du gouvernement
Dans son gouvernement, Caillaux occupe, outre les fonctions de président du Conseil, celles de ministre de l'Intérieur et des Cultes, ce qui lui vaut une interpellation des députés SFIO le 23 novembre 1911 quant à l'affaire de l'agent provocateur Métivier et de l'ouvrier Ricordeau.
Depuis longtemps méfiant à l'égard de l'alliance russe et connu à Berlin comme germanophile, c'est lui qui est visé par l'Allemagne dans la fomentation de troubles à Fez en avril 1911. Et c'est encore lui qui est ciblé quand l'Allemagne envoie une canonnière devant Agadir. Là où Théophile Delcassé avait su flairer le bluff et résister lors de la crise de Tanger, Berlin sait que le désormais chef du gouvernement français négociera à tout prix pour éviter la guerre. Il va le faire effectivement, en confiant le dossier à son ministre des Colonies Albert Lebrun et en écartant son ministre des Affaires étrangères, Justin de Selves, qu'il estime incompétent et entouré de bavards ou de germanophobes héritiers de la politique de son prédécesseur Delcassé. Puis il mène directement les négociations, transite essentiellement par Jules Cambon, ambassadeur de France en Allemagne, mais essaie également de négocier à travers ses connaissances. Le Quai d'Orsay apprend par hasard ces négociations en déchiffrant des messages codés entre le gouvernement allemand et Lancken, un aventurier prussien dont Caillaux a surestimé l'influence. Finalement, l'accord se fait entre Jules Cambon et Kiderlen, le ministre des Affaires étrangères allemand: la France cède à l'Allemagne deux territoires français en Afrique centrale pour conserver sa liberté de manœuvre au Maroc. Les traces des négociations informelles, que Caillaux nie avant son procès, seront utilisées par l'accusation lors de celui-ci.
Ratifiée sans difficulté devant la Chambre mais avec de nombreuses abstentions, la convention franco-allemande rencontre une opposition acharnée au Sénat et une hargne dans le pays renforcée par la négation par Caillaux de l'existence des tractations secrètes au sein même du gouvernement (le ministre des Affaires étrangères de Selves, qui se sent humilié, démissionne), qui chute le 11 janvier 1912. Il est remplacé par Raymond Poincaré (1er gouvernement), qui fait finalement ratifier la convention. À la Chambre comme au Sénat, Albert Lebrun, ministre des Colonies sous les deux gouvernements, joue un rôle décisif pour l'adoption du texte. L'affaire vaut néanmoins  à Caillaux des haines tenaces dans tous les milieux patriotiques de droite et de gauche, en particulier de Clemenceau. Consacrant tous ses efforts à la réunification du Parti radical, divisé en diverses fractions, il est élu à sa présidence lors du congrès de Pau de 1912, contre Camille Pelletan. Sa carrière atteint son zénith.

### Polémiques et contestations
Lors de l'élection présidentielle de 1913, il apporte son soutien officiel à Jules Pams, tout en travaillant en sous main en faveur d'un modéré, son ami Paul Deschanel, alors président de la Chambre. Toutefois, c'est le président du Conseil, Raymond Poincaré, soutenu par Barthou et Briand, qui l'emporte. Déçu, Caillaux se retranche d'abord dans une opposition modérée, avant d'organiser, le 2 décembre 1913 la chute du gouvernement Barthou à la Chambre.

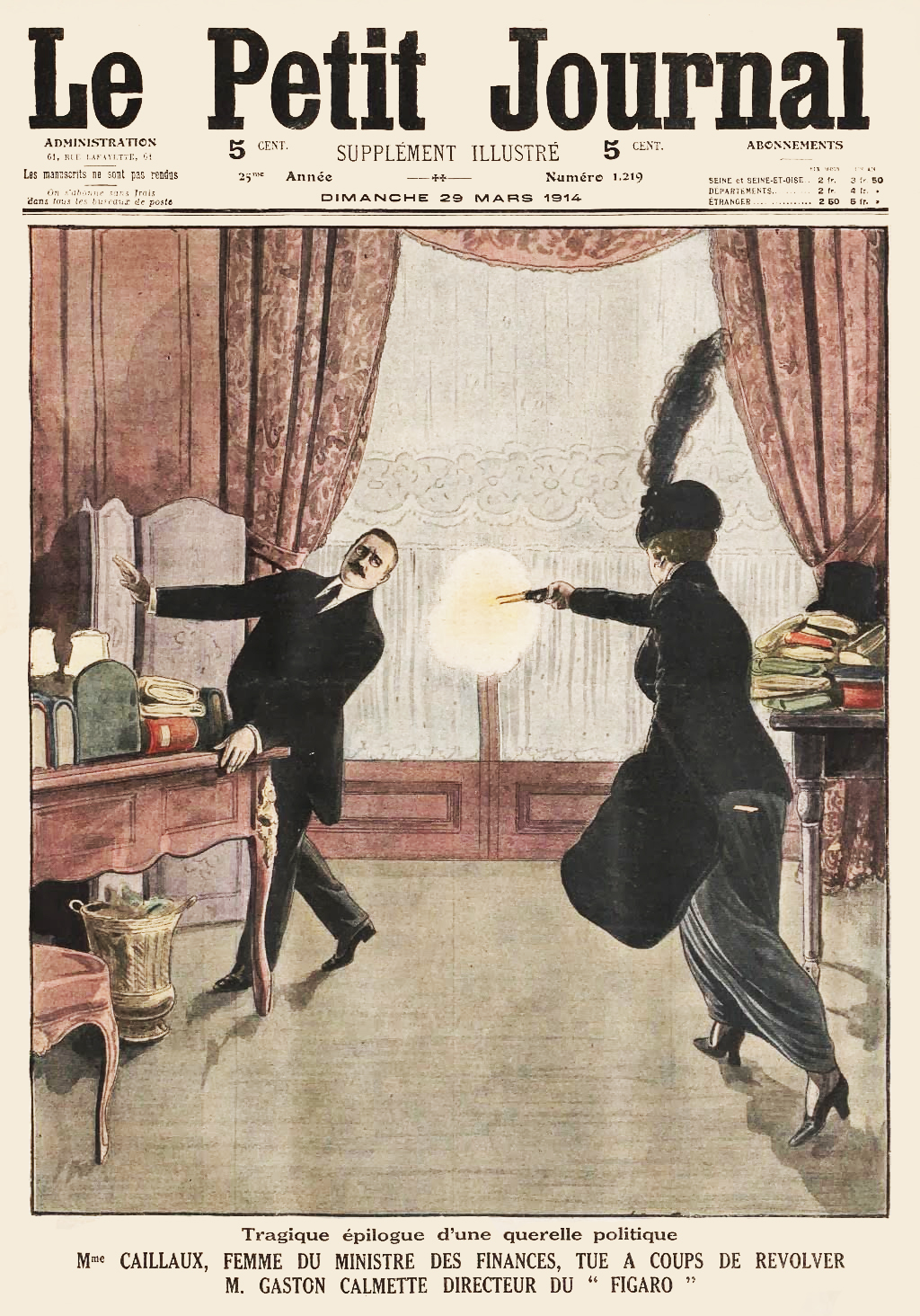
Une du Petit journal illustrant l'assassinat de Gaston Calmette, directeur du Figaro, par Henriette Caillaux, femme du ministre des Finances.

Lors de la crise ministérielle qui s'ensuit, Caillaux tente de retrouver le pouvoir, négociant avec Jaurès le soutien des socialistes, mais il rencontre l'hostilité de Clemenceau. Finalement, il devient, le 9 décembre 1913, ministre des Finances dans le gouvernement Gaston Doumergue (1).

#### Assassinat de Gaston Calmette
Au début de 1914, Gaston Calmette, directeur du Figaro, engage une violente campagne de presse contre sa politique. Il publie notamment les échanges épistolaires de Joseph Caillaux avec son épouse alors qu'elle n'était encore que sa maîtresse, où il apparaît comme un politicien hypocrite, alors qu'il est éclaboussé par l'affaire Rochette, Rochette étant un financier véreux qu'il est accusé d'avoir protégé. Une vaste polémique naît dans les partis et les journaux, la gauche le soutenant fidèlement, tandis que la droite l'attaque sans ménagement. À la suite de la publication de lettres intimes, excédée par la violente campagne menée par le quotidien contre son mari, son épouse Henriette se rend le 16 mars dans le bureau de son directeur, sort un revolver de son manchon, tire six balles dont quatre atteignent Gaston Calmette, et le tuent. Arrêtée, Henriette Caillaux est inculpée de meurtre avec préméditation.
Contraint de démissionner dès le lendemain (17 mars 1914), Caillaux défend sa femme lors du procès, qui se clôt le 28 juillet avec son acquittement. On est alors en pleine crise de juillet qui mène à la Première Guerre mondiale. Bien qu'il ait affirmé ne pas avoir été au courant des projets de sa femme, ses adversaires s'acharnent à parler de préméditation, espérant ainsi l'abattre politiquement.
Il est néanmoins réélu aux législatives de 1914 contre Louis d'Aillières qui, surpris de ne pas être élu, remercie, au lendemain des élections, ses électeurs de n'avoir choisi « ni le crime, ni la compromission d'un ministre avec un escroc ». Caillaux provoque d'Aillières en duel, lequel a lieu le 4 mai 1914 : les deux antagonistes prennent soin de ne pas toucher l'autre.

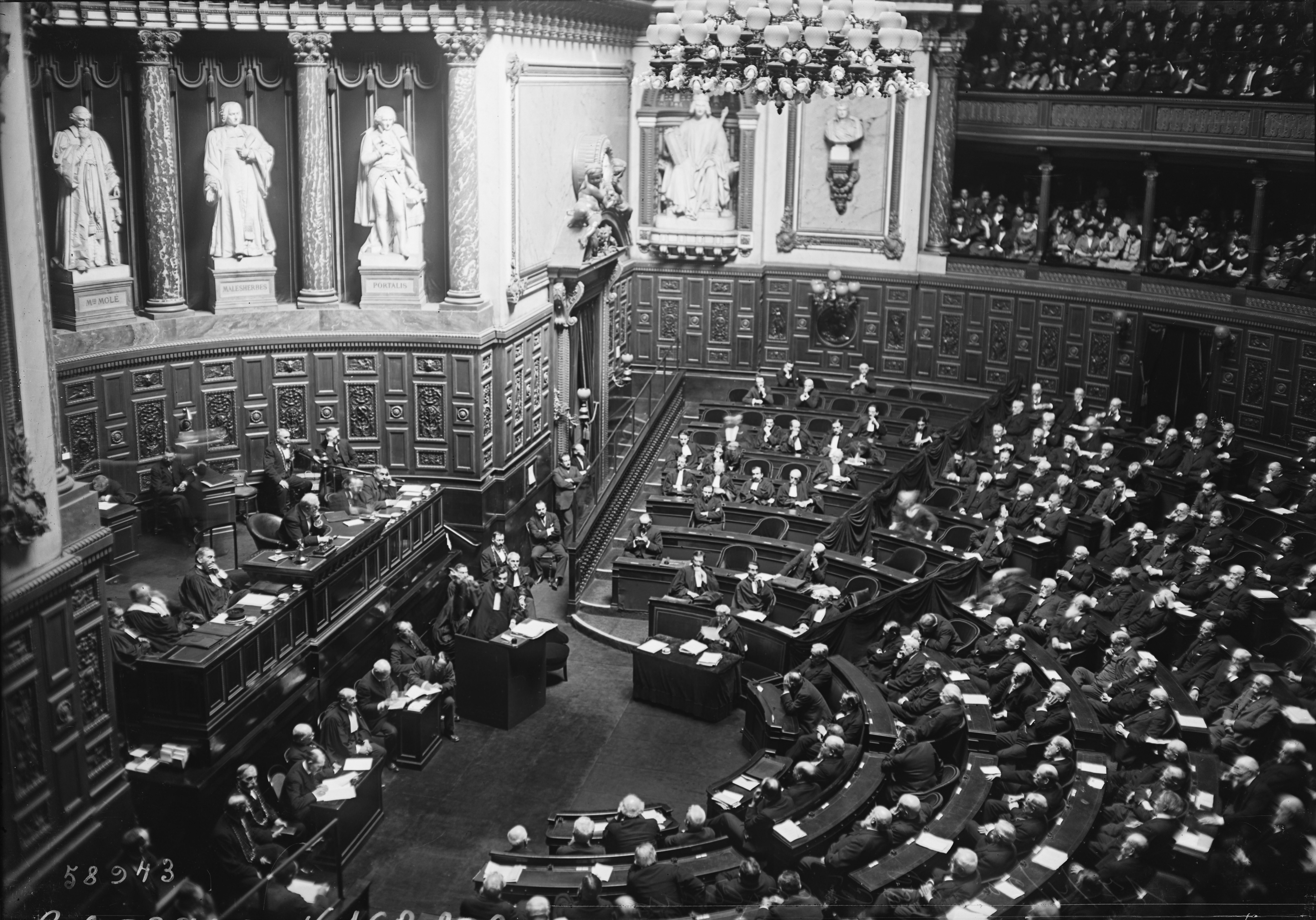
Procès de Joseph Caillaux devant le Sénat constitué en Haute Cour de justice le 17 avril 1920.

#### Grande Guerre
Durant cette législature, il intervient peu dans les débats politiques. Hostile à la guerre, il devient le chef de file des partisans d'une paix sans annexions ni indemnités. Lors du début de la Première Guerre mondiale, il est mobilisé et sert comme trésorier payeur aux armées. En octobre 1914, alors qu'il se trouve à Doullens, il confie au journaliste Clément Vautel, mobilisé comme soldat territorial d'infanterie, en désignant l'état-major : "Ceux qui sont là dedans ne savent rien, ne comprennent rien. Ils ne savent pas à quel ennemi nous avons affaire, ils ne comprennent pas que nous sommes lancés - par qui ? - dans une guerre effroyable... Comment finira-t-elle ? Moi, je voulais éviter cela." Rappelé peu après à Paris, il est chargé de missions en Argentine (1914) et en Italie (1917).

#### Affaires Bolo Pacha et Bonnet rouge
Après l'arrivée au pouvoir, le 16 novembre 1917 de son vieil ennemi, Clemenceau, dont la politique de guerre sans ambiguïté rencontre le soutien des droites et des nationalistes et qui assimile les positions politiques de Caillaux à la trahison, il est impliqué dans les affaires Bolo Pacha et du « Bonnet rouge »,. Il est accusé par Léon Daudet de « trahison systématique, altière et doctrinaire » et abandonné de la plupart, y compris de ses amis radicaux ; la Chambre vote la levée de son immunité parlementaire en décembre 1917, à la demande du président du Conseil, et il est arrêté, le 14 janvier 1918, pour « intelligence avec l'ennemi ». On lui reproche le rapprochement franco-allemand qu'il n'a eu de cesse, sa vie durant, de préconiser. Accusé, lors de l'instruction, de trahison et de complot contre la sûreté de l'État, il est traduit devant le Sénat, constitué en Cour de justice. Partageant son temps entre la prison de la Santé et l'assignation à résidence dans une clinique de Neuilly-sur-Seine, il est jugé deux fois, avant d'être condamné en février 1920, après la fin du conflit, à trois ans d'emprisonnement et à la privation de ses droits civiques pour le seul chef de « correspondance avec l'ennemi ». On ne lui reproche plus alors qu'une « aide involontaire » apportée à l'ennemi par ses paroles, ses relations et sa virulente opposition politique. Il est alors défendu par François Albert et Anatole de Monzie, qui prononce un plaidoyer en sa faveur devant le Sénat.
Sa condamnation provoque l'indignation de toute une partie de la classe politique et de la Ligue des droits de l'homme ; obligé de quitter Paris, il ne revient qu'après la victoire du Cartel des gauches aux élections de 1924 et peut assister aux obsèques de son ami Anatole France en octobre.
Il est finalement amnistié par le Cartel le 3 janvier 1925, après un vote favorable de la Chambre des députés, proposé par le gouvernement Herriot, et reprend aussitôt sa carrière politique.

### Retour en politique

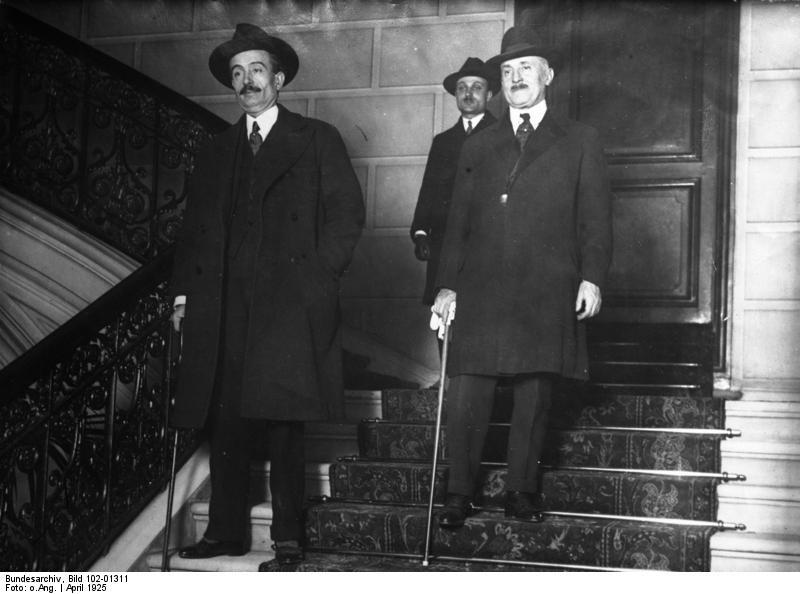
Caillaux (à droite), nouveau ministre français des Finances, après une discussion avec Painlevé à l'Élysée, en avril 1925.

Réhabilité, il retrouve en juillet 1925 son siège de conseiller général du canton de Fresnay-sur-Sarthe et, en septembre suivant, la présidence du conseil général de la Sarthe (qu'il conserve jusqu'en 1940), et il se fait élire le 12 juillet 1925 sénateur.

#### Ministre des Finances
Dès le 17 avril 1925, il est nommé ministre des Finances dans le gouvernement Paul Painlevé (2), avec pour mission de rétablir une situation financière jugée particulièrement critique. Toutefois, appelé pour restaurer les finances, il rejette l'impôt sur le capital préconisé par les socialistes, jugeant que l'excès de fiscalité conduit à un tarissement des ressources sur lesquelles l'État pourrait compter, et présente des projets de loi de finance qui déchaînent l'opposition de ses amis politiques, tandis qu'ils sont soutenus par la majorité des droites.
Après la chute du gouvernement Painlevé, le 29 octobre 1925, il retrouve son siège au Sénat, au sein du groupe de la Gauche démocratique, mais cette fois à la droite du Parti radical. À l'automne 1925, lors du congrès de Nice, il tente de disputer la présidence du parti au champion du Cartel des gauches, Édouard Herriot, mais ce dernier est plébiscité. Le 23 juin 1926, il accepte de nouveau le portefeuille des finances dans le gouvernement Aristide Briand, avec le titre de vice-président du Conseil. Lorsqu'il demande à la Chambre des députés l'autorisation de légiférer par décrets délibérés en conseil des ministres pour assainir les finances, l'opposition de la gauche (y compris d'Édouard Herriot, président du Parti radical et de la Chambre des députés qui, fait inédit, quitte son perchoir pour mener l'attaque contre un projet qu'il juge attentatoire aux prérogatives du Parlement) entraîne la chute du ministère, le 19 juillet 1926.
Réélu sans difficulté lors des élections sénatoriales du 9 janvier 1927 et du 14 janvier 1936, il se borne dès lors à participer aux débats financiers à la Chambre Haute, où il préside depuis 1932, et jusqu'en juillet 1940, la commission des finances, jouant un rôle d'arbitre et de conseiller. Second personnage du Sénat, il joue un rôle si déterminant que les ministres des Finances successifs négocient avec lui les mesures qu'ils envisagent avant de les proposer au Parlement.
Il est à nouveau nommé ministre des Finances dans le gouvernement Fernand Bouisson, le 1er juin 1935, mais la délégation de pouvoirs demandée à la Chambre des députés le jour même de la présentation du ministère, le 4 juin 1935, est refusée par deux voix.
Sous le Front populaire, auquel il n'est pas opposé, il vote les congés payés, les conventions collectives, les 40 heures, les hausses de salaires, l'organisation du marché du blé, le contrôle de la Banque de France et la dévaluation du franc. Mais, en 1937 comme en 1938, il contribue de façon décisive, en tant que président de la Commission des finances du Sénat, à la chute des gouvernements Blum, en lui faisant refuser les pleins pouvoirs comme Blum les lui avait refusés en 1926.

#### Seconde Guerre mondiale et fin de vie
Au Mans à l'époque de l'armistice du 22 juin 1940, il est placé en garde à vue pendant quelques jours. Le 10 juillet 1940, il fait partie des parlementaires qui votent les pleins pouvoirs au maréchal Pétain, puis se retire avec sa femme dans sa propriété de Mamers. Il s'éloigne très rapidement du régime et décide de refuser de poursuivre ses activités politiques malgré les demandes insistantes du gouvernement. Il passe ses dernières années à compléter et achever ses mémoires publiés en 1942-1943, non sans peine, l'Occupant et le gouvernement de Vichy retardant l'autorisation d'édition (le troisième et dernier tome sera publié de manière posthume après guerre, en 1947).

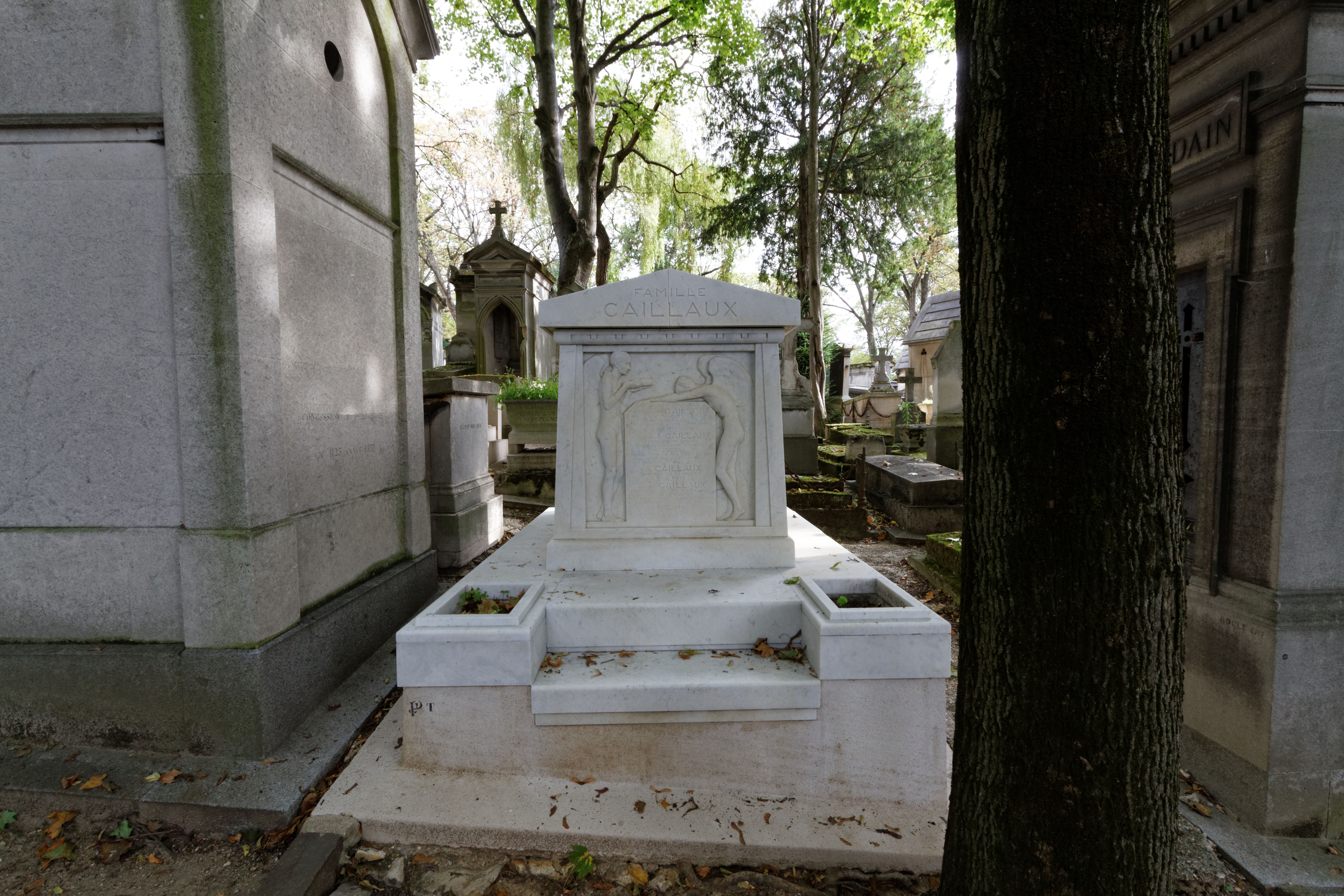
Tombe au cimetière du Père-Lachaise.

Il meurt le 21 novembre 1944 à 81 ans, presque oublié. Il a le temps, lors de ses derniers mois, de voir la libération de la France. Il est inhumé au cimetière du Père-Lachaise (54e division).
Il laisse une image contradictoire, ses qualités d'hommes d'État et ses compétences étant parfois masquées par un caractère orgueilleux, emporté qui a pu lui aliéner des amis au cours de sa carrière. Georges Clemenceau a dit de lui : « Il avait une sorte d'allant, de courage, physiquement une élasticité qui me plaisait […]. C'était peut-être une victime de ma férocité bien connue, mais à coup sûr pas un sauveur ». Pour le général de Gaulle, il fut « le premier des hommes d'État modernes ».

### Famille
Longtemps célibataire, Caillaux épouse Berthe Gueydan (1869-1944), précédemment Mme Jules Dupré, le 25 août 1906. Divorcé en mars 1911, il se remarie le 21 octobre suivant avec Henriette Raynouard, divorcée de l'écrivain Léo Claretie, avec laquelle il entretenait une liaison depuis 1907,.

## Œuvres
Essais sur la question fiscale
- Les Impôts en France. Traité technique, Paris, Chevalier-Marescq, 1896-1904, 2 vol.
- Les Finances de la France, Discours prononcé par M. Joseph Caillaux, ministre des Finances. Extrait du procès-verbal de la séance de la Chambre des députés du 9 décembre 1901, Paris, Imprimerie de la bourse du commerce, 1901, 69 p.
- Guide à l'usage des cultivateurs de la Sarthe qui veulent distiller leurs produits, Le Mans, Imprimerie de l'Institut de bibliographie, 1904, 33 p.
- Les Réformes fiscales, discours de M. Caillaux, prononcé à la Chambre des députés dans la séance du 13 décembre 1904, Paris, Imprimerie de L. Cadot, 1905, 39 p.
- L'Impôt sur le revenu, projet de loi de M. Caillaux, Reims, Action populaire, 1909, 32 p.
- L'Impôt sur le revenu, Paris, Berger-Levrault, 1910, VIII-539 p.

Essais sur la question gouvernementale
- L'Action réformatrice, 1911.
- Devant l'histoire : mes prisons, Paris, Éditions de la Sirène, 1920, V-349 p.
- Où va la France, où va l'Europe ?, Paris, Éditions de la Sirène, 1922, 295 p.
- Ma doctrine, Paris, Ernest Flammarion, 1926, 283 p.
- La France aux prises avec la crise mondiale, 1932.

Essais sur la question coloniale
- Agadir : ma politique extérieure, 1919.
- D'Agadir à la grande pénitence, 1933.

Recueils et discours
- La Guerre, discours prononcé à Mamers le 14 juillet 1916 sur la tombe des soldats morts pour la Patrie, Paris, Imprimerie de la bourse du commerce, 1916, 8 p.
- La Guerre et la République, un discours de M. Joseph Caillaux, Paris, A. Vervoort, 1916, 7 p.

Mémoires
- Mes Mémoires, Paris, Plon, 3 vol. :
  - I. Ma Jeunesse orgueilleuse, 1863-1909, Paris, Plon, 1942, 306 p.
  - II. Mes Audaces. Agadir, 1909-1912, Paris, Plon, 1943, 260 p.
  - III. Clairvoyance et force d'âme dans les épreuves, 1912-1930, Paris, Plon, 1947, 398 p.

## Dans la culture populaire

### Cinéma
- The Caillaux Case film muet.

### Télévision
- 1985 : l'épisode relatif à l'assassinat que commit sa femme fit l'objet d'une mini-série en 4 épisodes, L'Affaire Caillaux, de Yannick Andrei, avec Marcel Bozzuffi et Brigitte Fossey.

## Sources primaires
- Les papiers personnels de Joseph Caillaux sont conservés aux Archives nationales sous la cote 599AP.  — [Voir la notice dans la salle des inventaires virtuelle des Archives nationales].
- Théodore Lescouvé, Affaire Caillaux, réquisitoire de M. le procureur général Théodore Lescouvé. Audience des 14, 15 et 16 avril [1920], Paris, Édition de la Revue des causes célèbres, politiques et criminelles, 1920, 52 p. (original : Archives Nationales de France, 605 AP/3 Affaire Caillaux-Calmette).
- Émile Roche, Joseph Caillaux, Avec Joseph Caillaux : mémoires, souvenirs et documents, Université Panthéon-Sorbonne, Institut d'histoire des relations internationales contemporaines, 1980, 221 pages.

### Sur Joseph Caillaux
- Jean-Claude Allain, Joseph Caillaux et la seconde crise marocaine (thèse), Lille, Université Lille-III, 1975, 3 vol.
- Jean-Claude Allain, Joseph Caillaux, vol. 1 : Le défi victorieux, 1863-1914, Paris, Imprimerie nationale, coll. « Personnages », 1978, 537 p. (ISBN 2-11-080715-6, présentation en ligne).
- Jean-Claude Allain, Joseph Caillaux, vol. 2 : L'oracle, 1914-1944, Paris, Imprimerie nationale, coll. « Personnages », 1981, 589 p. (ISBN 2-11-080766-0).
- Jean-Claude Allain, « Joseph Caillaux (1863-1944) - Une personnalité hors série de la IIIe République », Le Mans, Revue Historique et Archéologique du Maine, t. CLVI, 2005, p. 49-72.
- Paul Binoux, Les pionniers de l'Europe : Joseph Caillaux, Aristide Briand, Robert Schuman, Konrad Adenauer, Jean Monnet, C. Klincksieck, 1972, 217 pages.
- Jean-Jacques Becker, « Le Procès Caillaux, une justice politique ? », dans Marc Olivier Baruch, Vincent Duclert (dir.), Justice, politique et République: de l'affaire Dreyfus à la guerre d'Algérie, Éditions complexe, 2002, 300 pages, p. 211-220 (ISBN 2-87027-926-4).
- Jean-Denis Bredin, Joseph Caillaux, Paris, Hachette, 1980, 373 p. (ISBN 2-01-003654-9). Réédition : Jean-Denis Bredin, Joseph Caillaux, Paris, Gallimard, coll. « Folio. Histoire » (no 2), 1985, 2e éd., 505 p. (ISBN 2-07-032294-7).
- Charles Maurice Chenu, Le procès de Madame Caillaux, Fayard, 1960, 252 pages.
- Roger de Fleurieu, Joseph Caillaux au cours d'un demi-siècle de notre histoire, R. Clavreuil, 1951, 305 pages.
- François Henrion, Joseph Caillaux : sa doctrine politique et financière, 1989.
- Jean Jolly (dir.), Dictionnaire des parlementaires français, notices biographiques sur les ministres, sénateurs et députés français de 1889 à 1940, Paris, PUF, 1960, (lire en ligne), p. 834-840
- Paul Vergnet (d), Joseph Caillaux, La Renaissance du Livre, 1918, 200 pages.
- Dominique Jamet La chute du président Caillaux, 2013 Éditions Pygmalion  (ISBN 978-2-7564-0847-7)

### Sur le contexte
- Pascal-Raphaël Ambrogi, Jean-Pierre Thomas, Sénateurs : dictionnaire des parlementaires de la Gauche démocratique et du Rassemblement démocratique et social européen, 1891-2001, Atlantica, 2001, 497 pages,  (ISBN 2-84394-373-6).
- Yvert Benoît (dir.), Premiers ministres et présidents du Conseil. Histoire et dictionnaire raisonné des chefs du gouvernement en France (1815-2007), Paris, Perrin, 2007, 916 p.
- Serge Berstein, Histoire du Parti radical, vol. 1 : La recherche de l'âge d'or, 1919-1926, Paris, Presses de la Fondation nationale des sciences politiques, 1980, 486 p. (ISBN 2-7246-0437-7, présentation en ligne).
- Serge Berstein, Histoire du Parti radical, vol. 2 : Crise du radicalisme, 1926-1939, Paris, Presses de la Fondation nationale des sciences politiques, 1982, 666 p. (ISBN 2-7246-0461-X).
- Simon Epstein, Un paradoxe français : antiracistes dans la Collaboration, antisémites dans la Résistance, Paris, Albin Michel, coll. « Bibliothèque Albin Michel. Histoire », 2008, 622 p. (ISBN 978-2-226-17915-9).
- Jean-Noël Jeanneney, L'argent caché : milieux d'affaires et pouvoirs politiques dans la France du XXe siècle, Paris, Seuil, coll. « Points. Histoire » (no 70), 1984, 2e éd. (1re éd. 1981, Fayard), 306 p. (ISBN 2-02-006728-5), « La fortune de Caillaux », p. 109-117.
- Jean-Marie Mayeur (dir.), Jean-Pierre Chaline (dir.) et Alain Corbin (dir.), Les parlementaires de la Troisième République : actes du colloque international, Paris, les 18 et 19 octobre 2001, Paris, Publications de la Sorbonne, coll. « Histoire de la France aux XIXe et XXe siècles » (no 61), 2003, 459 p. (ISBN 978-2-85944-484-6).
- Jean Thomas Nordmann, Histoire des radicaux, 1820-1973, La Table ronde, 1974, 529 pages.